# 入江茂弘
入江 茂弘（いりえ しげひろ、1988年3月28日 - ）は、日本の男性プロレスラー。大阪府大阪市出身。血液型O型。

## 来歴

### デビュー以前
2002年、中学2年生で大阪プロレスのプロレス学校に入門。同期に大阪プロレスの小峠篤司や三原一晃がおり、高井憲吾やビリーケンキッド、スペル・デメキンらがコーチを務めていた。高校生になると並行して石倉正徳のもとで総合格闘技の練習も積み、アマチュアパンクラス大会にも出場している。

### でら名古屋プロレス
2007年、でら名古屋プロレスに入門。
2008年4月30日、新木場1stRINGで開催された「若武者」でデビュー（vs高西翔太）。6月7日のでら名古屋プロレス旗揚げ戦ではメインで高木三四郎と組んで真霜拳號＆滝澤大志と対戦。
2009年4月、でら名古屋プロレスが代表者の不祥事により活動休止となった後は「チームでら」所属として活動している。

### DDTプロレスリング
2010年3月よりDDTプロレスリングへ留学という形で参加しておりDDTを主戦場としているが、名古屋での興行へも定期的に参戦している。また、12月からはユニオンプロレスに移籍した高木三四郎のプロデュースしたTKG48のメンバーとしてユニオンにもレギュラー参戦するようになった。
2011年5月8日の「愛プロレス博2011」において、タッグマッチではあるが高井に勝利（入江のパートナーは三原）し師匠越えを果たした。同5月、DDTのKO-D無差別級挑戦権トーナメントに参戦し、飯伏幸太を破る大金星を挙げた。入江もその活躍を認められて翌月の6月、TKG48メンバーである澤宗紀をパートナーに迎えてKO-Dタッグ王座に挑戦、王者GENTARO、ヤス・ウラノ組を破り初のタイトルを手にした。
2012年4月1日後楽園大会、ケニー・オメガが保持する世界ジュニアヘビー級王座に初挑戦し、入江もファイヤーバードスプラッシュを披露するなど肉薄したが、最後はオメガの片翼の天使で入江が敗れた。5月4日には石川修司とのチーム「BIG"G"BANG」で佐々木義人、忍のBJW認定タッグ王座に挑戦、奪取に成功した。
2012年秋、石井慧介・高尾蒼馬ら3人でチーム・ドリーム・フューチャーズを結成。2013年よりDDTの正式所属選手となり、チームドリフの3人でKO-D6人タッグ王座も戴冠した。
3月20日、オメガの持つKO-D無差別級王座に初挑戦して王座奪取に成功。その後、8度の防衛に成功し、KO-D無差別級の最多防衛記録を樹立した。8月の両国国技館大会「両国ピーターパン2013」ではHARASHIMAとの防衛戦を行ったが、敗れて王座から陥落した。
8月17日、両国国技館大会「両国ピーターパン2014」で大槻ケンヂメイクを施し登場。
2015年、11月23日より開幕する全日本プロレスの「世界最強タッグ決定リーグ戦」に吉江豊とのタッグで出場決定。
2016年5月25日、全日本プロレス社長秋山準の要請により「AJレンジャー」のグリーンになる。
7月17日より無期限アメリカ遠征に入る。中西部のWCWO, IWA Mid-South, AAW, Pro Wresting Blitz, Galli Lucha Libre, Freelance Wrestling, Resistance Pro Wrestling, MIAW, UPW, AIW, Grobal Force Wrestling、LA地区のAWS, Champion Wrestling from Hollywood, 等に出場。9月6日のMIAWミルウォーキー大会ではサイラス・ヤングをピンフォールし、同団体のヘビー級ベルトを獲得する（海外初戴冠）。10月5日のWCWOインディアナポリス大会では12名参加のワンデートーナメント（決勝は3WAY)で優勝を果たした。
11月6日のDDTフェスにて一時帰国。2017年1月8日を以て再度アメリカに遠征し、1月10日から21日までカナダCWEの冬季ツアー12大会にフル参戦。1月28日アメリカ・ウイスコンシン州でのMIAWサウスミルウォーキー大会では25人参加の時間差バトルロイヤルを制し空位のヘビー級ベルトを獲得し、インイベントではラフ・クロシングを相手に初防衛に成功。
8月23日、DDT事務所にて入江の海外遠征が発表された。9月19日の名古屋大会が終わったら海外遠征を始める模様で、遅くとも年末には帰国する予定である。25日、新宿FACEで行われた興業で樋口和貞と対戦し11分58秒でフォール勝ち。記録は片エビ固めであった。入江が放ったコーナー最上段からのキャノンドロップなど、大肉弾戦と呼ぶべき試合であった。この試合は、自分に何の相談もなく遠征を発表したことや「日本にいても上は目指せる」と納得できない点があったことなどから、男色ディーノに「闘いてわかり合いましょう」と言われて決定したものであった。
2018年3月25日、両国国技館大会の全試合終了後、自らのKO-D無差別級の最多防衛記録を更新した竹下幸之介の前に現れ挑戦表明。
4月29日、竹下を破り、KO-D無差別級王座を戴冠。
8月1日、海外にてKO-D無差別級3wayマッチでサミ・キャラハン(もう1人はトレイ・ミゲル)に敗れベルトを失うも、8月8日にサミ・キャラハンにシングルマッチで勝利し、ベルトを取り返す。
8月14日、新木場1stRING･DDTLIVE!マジ卍内にて、試合終了直後にいつでもどこでも挑戦権を使用したディーノに敗れ王座から陥落した。
9月末でDDTを退団し、海外団体を中心に活動していくと発表。

### フリー
2018年10月30日から11月21日までカナダのプロレス団体・CWEの秋ツアーの23大会に出場。このツアーには、入江の他にDDTのレッカと吉村直巳も参加していた。
12月8日、イギリスデビュー戦となるProgressのシェフィールド大会でウォルターのヘビー級王座に挑戦。9度目の防衛戦となるウォルターが自ら「最強の挑戦者」を公募し、世界中の挑戦表明者の中から入江が選ばれた。
2019年3月3日、イギリス・Southside Wrestlingのセントネオツ大会で、ロブ・リンチのから同団体認定の世界ヘビー級タイトルを奪取。日本とアメリカに続く自身3か国目のヘビー級王者となった。
3月9日、ドイツのwXwが、オーバーハウゼン市内にて主催した3カウント無しの8人参加トーナメント「Ambition10」において、1回戦にてローレンス・ローワン、準決勝クリス・リッジウェイ、決勝でリコ・ブシドーを下し初参加にして初優勝を成し遂げる。同大会の過去の優勝者にはダニエル・ブライアン（2010年）、ザック・セイバーJr.（2013年）、マット・リドル（2017年）がいる。
2018年12月から2019年3月の間に、イギリス・ドイツの多くの主要団体に参戦する。前述の他にもPCW UK、Revolution Pro、Frontline Pro、Fight Club Pro、Kamikaze Pro、All Star、Attack（以上イングランド）、ICW（スコットランド）、OTT（アイルランド）、Bodyslam（デンマーク）、EWP（ドイツ）にも参戦し、ICWとEWPでは初参戦にしてメインイベントでのタイトルマッチが組まれた。
2019年4月4日から6日のマニアウィーク期間中のNY界隈において、日本人選手最多となる5大会に出場。また、入江は日系ではないプロモーションにおいてメインイベント出場（4.4wXw興行）を果たした唯一の日本人となった。
2019年夏もイギリスでのマッチメイクが発表されているが、7か月ぶりの日本での試合が5月26日のDDT大阪大会となることも発表されている。
2019年6月20日、STRONGHEARTSのメンバーとして活動する事が発表された。
現在は、フリーの立場で全日本プロレスを主戦場として活動中。

## 人物
- 好きな食べ物 ： お肉
- 好きな音楽 ： 筋肉少女帯
- 好きなキャラクター ：野獣 (美女と野獣) くまのプーさん
- 好きな有名人 ： 星美りか 大島優子 森カノン
- 特技 ： 動物のうんちく

## 得意技
いわばパワーファイターではあるが、相手に対して全くスキを見せつけない力勝りの根性さのあるファイトが最大の武器。
ビーストボンバー
現在の入江の主なフィニッシャー。
ビーストスプラッシュ
元は「フライングソーセージ」の名称で使用していたが、2015年頃より現在の名称に。入江のフィニッシュホールドとして使用される事も多い。
タズミッション
2017年頃より使用し始め、現在では主要な得意技の1つとなっている。
シゲヒロファイナルインパクト
相手の両腕を巻き込んで抱えてのパイルドライバー。
パッケージパイルドライバー
入江のここ一番での奥の手。
ブラックホールスラム
旋回式スクラップバスター。
ファイヤーサンダー
キャノンボール
コーナーに尻餅をつかせた相手に浴びせる変形のローリングセントーン。
土井成樹の"大暴走"と同型。
キャノンボールドロップ
コーナー最上段にリングを向いて立ち、そこから身体を横方向に180°捻って落ちる変形のセントーン。
交通事故タックル
主にタッグマッチ等で、味方に向かって走り込んでくる相手に真横から食らわせるタックル。
テディベア
デスバレーボム
主に繋ぎ技として使用する。2018年4月の竹下とのKO-D無差別級王者戦においては様々な形での入り、落とし方で3連発見舞った。
キャリスプラッシュ
ロープ前に寝かせた相手への、トップロープに勢いよく寄り掛かった反動を利用したボディプレス。サミ・キャラハンより継承。
飯伏殺し
グラウンドでのゼロ距離エルボー。名称は飯伏をKOしたことから。
自分が垂直落下式バックフリップ
自身が垂直に突き刺さるようにかける。以前は入江の代名詞としてフィニッシャーとして使用されていたが、現在は使用自体が減っている。
リバース・カミカゼ・アッサムボム
大一番でのみ使用
ヘッドバット
エルボースマッシュ
ゴア
変形ゴリラクラッチ
ばってんボンバー
アイダホ!ミネソタ!ミシシッピ!エルボー
上記2つは入江と親交の深いばってん多摩川の技。

## タイトル歴
DDTプロレスリング
- KO-D無差別級王座（第45代、第62、第64代）
- KO-Dタッグ王座（第35代、第40代、第61代）（パートナーは澤宗紀→石井慧介→樋口和貞）
- KO-D6人タッグ王座 （初代、第8代、第13代、第17代、第19代、第25代）（パートナーは石井慧介、高尾蒼馬×6）
- アイアンマンヘビーメタル級王座（第878代）

大日本プロレス
- BJW認定タッグ王座（第36代）（パートナーは石川修司）
- 大日本最侠タッグリーグ戦優勝（2019年）（パートナーは岡林裕二）

全日本プロレス
- GAORA TV王座（第20代）
- アジアタッグ王座（第94代）（パートナーは石井慧介）
- 50thスペシャル カーベルpresents 6人タッグトーナメント優勝（2022年）（パートナーはT-Hawk、鬼塚一聖）

wXw
- wXw世界統一王座
- Ambition 10優勝（2019年）

WRESTLE-1
- WRESTLE-1 TAG LEAGUE優勝（2019年）（パートナーはT-Hawk）

OWE
- OWE無差別級王座（第2代）

2AW
- 2AW無差別級王座（第5代）
- 2AWタッグ王座（第5代）（パートナーはTHE アンドリュー“キング“拓真）

ガンバレ☆プロレス
- スピリット・オブ・ガンバレ世界タッグ王座（第3代）（パートナーは渡瀬瑞基）

みちのくプロレス
- PWLL無差別級王座（第8代）

その他
- サイスサイドヘビー級王座
- MIAW世界ヘビー級王座

## 入場曲
- 筋肉少女帯「タチムカウ -狂い咲く人間の証明-」
  - デビュー当時より使用。当初は正式な許可を得ずに使用していたが、2013年8月18日に両国国技館で行われた「DDT万博」に筋肉少女帯も来場し生演奏で入場。
- 筋肉少女帯「T 2(タチムカウver.2)」 - アルバム「Future!」に収録
  - 入江のために作られた曲で、2017年8月20日両国大会から使用。